# واعرون (لقصابي تاكوست)
واعرون هي إحدى مشيخات المملكة المغربية، تتبع جغرافيا لإقليم كلميم وإداريًا للقصابي تاكوست و أسرير لمطة نون. يقدر عدد سكانها بـ 258 نسمة حسب الإحصاء الرسمي للسكان والسكنى لسنة 2004.